# Route nationale 582
Die N582 war von 1933 bis 1973 eine französische Nationalstraße, die in drei Teilen zwischen Saint-Hippolyte-du-Fort und der N86 südlich von Bagnols-sur-Cèze verlief. Ihre Gesamtlänge betrug 60 Kilometer. Zwischen Saint-Hippolyte und der N107 war sie bis 1933 war die Straße die Gc33 des Départements Gard; zwischen Attuech und der N86 die Gc53.